# أولاد المهدي (أولاد عزيز 1)
أولاد المهدي هو دُوَّار يقع بجماعة مولاي إدريس أغبال، إقليم الخميسات، جهة الرباط سلا القنيطرة في المملكة المغربية. ينتمي الدوّار لمشيخة أولاد عزيز 1 التي تضم 3 دواوير. يقدر عدد سكانه بـ 1633 نسمة حسب الإحصاء الرسمي للسكان والسكنى لسنة 2004.

## روابط خارجية
- البوابة الوطنية للجماعات الترابية
- المندوبية السامية للتخطيط